# Werner Schultze (Historiker)
Werner Schultze (* 3. Oktober 1909 in Dresden; † 24. Januar 2001 in Hamburg) war deutscher Historiker und Bibliograph.

## Leben und Werk
Nach dem Schulbesuch in Dresden studierte er Geschichte, Kunstgeschichte und Archäologie und promovierte 1933 an der Universität Leipzig zum Dr. phil. Ab 1938 war er bei den Städtischen Sammlungen in Dresden tätig, wo er sich u. a. um die Förderung von Heimatmuseen bemühte und 1941 zum Museumrat ernannt wurde. Ebenfalls ab 1938 war er Herausgeber der Dresdner Geschichtsblätter. Nach dem Zweiten Weltkrieg verließ er die Sowjetische Besatzungszone und ließ sich in Niederwalluf nieder. Er wurde Verlagsabteilungsleiter und ging später nach Hamburg.
Er war Mitglied des Verbandes der Alten Pauliner.

## Schriften (Auswahl)
- Heinrich von Bünau, ein kursächsischer Staatsmann, Gelehrter und Mäcen. Leipzig 1933.
- Die Bibliothek Heinrich von Bünaus. In: Zentralblatt für Bibliothekswesen. 52, 1935, S. 337.
- Wandel der Bedeutung, ein Gedenkblatt zum 125. Todestage Theodor Körners. In: Dresdner Geschichtsblätter. 10, 1938, S. 13–16.
- Hinweise und Nachrichten: Boeck, W.: Unbekannte Sandsteinfiguren, von Permoser, Böttcher, O.: Philipp Otto Runge, Rauda, W.: Das Palais im Großen Garten, Bachmann, W.: Oberlandbaumeister J. G. Starcke, Daalen, M. van: Palaisgarten in Neustadt. In: Dresdner Geschichtsblätter. 10, 1938, S. 28.
- „Ehrwürdig als Mensch, unerreicht als Bibliothekar!“ Johann Michael Francke – Freund Winckelmanns. In: Festschrift J. Jahn. 1957, S. 287–292.
- Die Brüder Hagedorn. In: Archiv für Kulturgeschichte. 41 (1959), S. 90–99.